# Mimosa pogocephala
Mimosa pogocephala är en ärtväxtart som beskrevs av George Bentham. Mimosa pogocephala ingår i släktet mimosor, och familjen ärtväxter. Inga underarter finns listade i Catalogue of Life.